# Pile moje
Pile moje četvrti je studijski album Lepe Brene i Slatkog greha. Objavljen je 17. studenog 1984. preko izdavačke kuće PGP RTB.
Ovo je Brenin četvrti od dvanaest albuma sa Slatkim grehom.

## Pozadina
Ogroman uspjeha Lepe Brene i Slatkoga greha nastavlja se izdavanjem novoga albuma. Album je promoviran u Breninom novogodišnjem programu na nacionalnoj televiziji. Brena je osvojila Oskar popularnosti kao pjevačica godine. Album je prodan u 500 000 primjeraka.

## Popis pjesama
| Br. | Skladba                       | Trajanje |
| --- | ----------------------------- | -------- |
| 1.  | »Pile moje«                   | 2:15     |
| 2.  | »Mani zemlju koja Bosnu nema« | 2:49     |
| 3.  | »Ljubi me, Šabane«            | 3:38     |
| 4.  | »Perice, moja merice«         | 3:14     |
| 5.  | »Moram nešto ljubiti«         | 2:45     |
| 6.  | »Bobo, Bobo«                  | 2:40     |
| 7.  | »Šeik«                        | 3:50     |
| 8.  | »Mače moje«                   | 2:49     |
| 9.  | »Nežna žena«                  | 4:22     |
| 10. | »Janoš«                       | 3:43     |
| 11. | »Đorđe«                       | 3:07     |
| 12. | »Šećeru, šećeru«              | 2:46     |

## Izdanja
| Regija          | Datum               | Format(i)  | Označiti | Ref.        |
| --------------- | ------------------- | ---------- | -------- | ----------- |
| SFR Jugoslavija | 17. studenoga 1984. | LP, kaseta | PGP RTB  | [ 3 ] [ 4 ] |